# Les Bêtises (album)
Pour les articles homonymes, voir Les Bêtises.
Albums de Henri Dès
Les Trésors de notre enfance, vol. 2
(1990) Le Crocodile
(1993)
Les Bêtises est le huitième album pour enfants d'Henri Dès, sorti en 1991.
Disque d'or, l'album compte treize chansons, sur des sujets gais, drôles ou mélancoliques,. Henri Dès y est accompagné notamment par Benoît Corboz et Jacky Lagger.
Muni d'un livret contenant les paroles et les partitions, il s'adresse également à des enfants légèrement plus âgés que les albums précédents.
L'intégralité des treize chansons de l'album ont été adaptées en dessin animé, diffusé à partir du 19 novembre 1992 sur Canal J[réf. nécessaire]. Les dessins animés sont édités sous forme de cassette vidéo en 1993 par PolyGram.

## Liste des chansons
1. Les bêtises à l'école
2. Il pleut dehors, il pleut
3. Y a y a un poisson
4. Avec les copains
5. Mon cheval gris
6. Une miette de pain
7. C'est le printemps
8. J'attends maman j'attends papa
9. Y a tout qui va pas
10. Les mains, les pieds
11. J'ai pris l'avion
12. Pipe et jambe de bois
13. Viens mon petit coco